# Cała naprzód: Rzymski camping
Cała naprzód: Rzymski camping (Carry On Behind) – brytyjska komedia filmowa z 1975 roku w reżyserii Geralda Thomasa, dwudziesty siódmy film zrealizowany w cyklu Cała naprzód. Był drugim filmem cyklu rozgrywającym się w większości na kempingu (po Cała naprzód: Wakacje! Do dzieła!) i pierwszym nakręconym po odejściu wieloletniego głównego scenarzysty serii, Talbota Rothwella.

## Opis fabuły
Film opowiada o kilku dniach w życiu kempingu gdzieś na angielskiej prowincji. Wśród wypoczywających znajdują się dwaj żonaci koledzy usiłujący podrywać młode dziewczyny, młode małżeństwo z wielkim psem oraz inna para, która została zmuszona do zabrania ze sobą na wakacje teściowej i jej złośliwego ptaka, który umie imitować ludzki głos. W ośrodku pracuje też grupa archeologów, badająca znajdujące się pod kempingiem pozostałości z czasów rzymskich. Wykopaliskami kierują mający talent do dwuznacznych wypowiedzi profesor i jego ponętna wschodnioeuropejska koleżanka po fachu, przebywająca w Anglii na stypendium naukowym. Nad wszystkim czuwa właściciel obiektu, szarmancki emerytowany wojskowy. 

## Obsada
- Kenneth Williams jako profesor Crump
- Elke Sommer jako profesor Vrooshka
- Windsor Davies jako Fred
- Jack Douglas jako Ernie
- Bernard Bresslaw jako Arthur
- Patsy Rowlands jako Linda
- Joan Sims jako Daphne, teściowa Arthura
- Ian Lavender jako Joe
- Adrienne Posta jako Norma
- Kenneth Connor jako major Leep, właściciel kempingu
- Peter Butterworth jako Henry, pracownik kempingu
- Carol Hawkins jako Sandra
- Sherrie Hewson jako Carol
- Donald Hewlett jako dziekan
- Gerald Thomas jako głos gadającego ptaka

i inni 

## Produkcja
Zdjęcia do filmu zrealizowano niemal w całości na terenie Pinewood Studios w hrabstwie Buckinghamshire. Filmowy kemping "zagrał" dawny sad położony na terenie tego kompleksu, ten sam w którym wcześniej kręcono Cała naprzód: Wakacje! Do dzieła!. Gmach uniwersytetu "zagrał" ratusz w Maidenhead w hrabstwie Berkshire, który wcześniej dwukrotnie pojawiał się w filmach tej serii jako szpital. Okres zdjęciowy trwał od 10 marca do 18 kwietnia 1975 roku.